# Ollacheryphe facialis
Ollacheryphe facialis là một loài ruồi trong họ Tachinidae.